# دانشگاه ساکرد هارت
دانشگاه ساکرد هارت (به انگلیسی: Sacred Heart University) یک دانشگاه در ایالات متحده آمریکا است که در کنتیکت واقع شده‌است.